# Sénye, Zala
Sénye  este un sat în districtul Zalaszentgrót, județul Zala, Ungaria, având o populație de 38 de locuitori (2011). 

## Demografie
Componența etnică a satului Sénye
     Maghiari (100%)
Componența confesională a satului Sénye
     Romano-catolici (47,37%)
     Necunoscută (52,63%)
Conform recensământului din 2011, satul Sénye avea 38 de locuitori. Din punct de vedere etnic, majoritatea locuitorilor (100,0%) erau maghiari. Nu există o religie majoritară, locuitorii fiind  și romano-catolici (47,37%). Pentru 52,63% din locuitori nu este cunoscută apartenența confesională.